# Nation Cherokee
La nation Cherokee (en Cherokee : ᏣᎳᎩᎯ ᎠᏰᎵ / Tsalagihi Ayeli ou ᏣᎳᎩᏰᎵ / Tsalagiyehli), également connue sous le nom de nation Cherokee de l'Oklahoma, est la plus grande des trois tribus Cherokee reconnues par le gouvernement fédéral aux États-Unis. Elle est créée au XXe siècle et comprend des personnes descendant de membres de l'ancienne nation cherokee (en) qui se sont déplacés, en raison de la pression croissante, du sud-est vers le Territoire indien et des Cherokees qui ont été forcés de se déplacer lors de la Piste des larmes. La tribu comprend également des descendants de Cherokee Freedmen (en), des Chaouanons absents (en) et des Natchez. En 2018 360 589 personnes sont inscrites à la nation cherokee, dont 240 417 vivent dans l'État de l'Oklahoma.
Ayant son siège à Tahlequah, en Oklahoma, la nation cherokee a une zone de juridiction tribale (en) qui s'étend sur quatorze comtés dans le coin nord-est de l'Oklahoma. Il s'agit des comtés d'Adair, Cherokee, Craig, Delaware, Mayes, McIntosh, Muskogee, Nowata, Ottawa, Rogers, Sequoyah, Tulsa, Wagoner et Washington. 